# Desierto alimentario
Un desierto alimenticio es un área, especialmente con residentes de bajos ingresos, que tiene acceso limitado a alimentos asequibles y nutritivos. Por el contrario, una zona con supermercados o tiendas de verduras se denomina oasis alimenticio. El término desierto de alimentos considera el tipo y la calidad de los alimentos disponibles para la población, además del número, la naturaleza y el tamaño de las tiendas de alimentos que son accesibles. Los desiertos alimentarios se caracterizan por la falta de supermercados, lo que disminuye el acceso de los residentes a frutas, verduras y otros alimentos integrales. Los desiertos de alimentos carecen de proveedores de alimentos integrales que suministren fuentes de proteínas frescas (como aves de corral, pescado y carnes) junto con alimentos integrales como frutas y verduras frescas, y en su lugar proporcionan alimentos procesados y cargados de azúcar y grasas en tiendas de conveniencia. Los alimentos procesados, cargados de azúcar y grasa son conocidos por contribuir a la epidemia de obesidad. Los precios de las tiendas de conveniencia son menos asequibles para los consumidores habituales de la zona.

## Definiciones
Los investigadores emplean una variedad de métodos para evaluar los desiertos alimentarios, incluyendo: directorios y datos de censos, grupos focales, evaluaciones de tiendas de alimentos, inventarios de uso de alimentos, tecnología de sistemas de información geográfica (SIG), entrevistas, cuestionarios y encuestas que miden las percepciones de los consumidores sobre el acceso a los alimentos.  Las diferencias en la definición de un desierto alimenticio varían según el tipo de desierto:
- Tipo de área, urbano o rural.[7]
- Las barreras económicas y la asequibilidad del acceso a alimentos nutritivos, incluidos el costo del transporte, el precio de los alimentos y los ingresos de los habitantes de la zona.[8][9]
- Distancia al supermercado o tienda de comestibles más cercana.[10]
- Cantidad de supermercados en la zona en cuestión.
- Tipo de alimentos ofrecidos, ya sean frescos o preparados.
- Los valores nutritivos de las alimentos ofrecidos.[11]

La multitud de definiciones que varían de un país a otro ha alimentado la controversia sobre la existencia de los desiertos alimentarios.
También debe notarse que debido a que es demasiado costoso estudiar los tipos de alimentos y los precios ofrecidos en cada tienda, los investigadores usan la disponibilidad de supermercados y grandes tiendas de comestibles (incluyendo tiendas de descuento y supercentro) como un indicador de la disponibilidad de alimentos asequibles y nutritivos.

### Disponibilidad alimentaria fresca
Por lo general, se considera que un minorista de alimentos es un proveedor de alimentos saludables si vende una variedad de alimentos frescos, incluyendo frutas y verduras.
Los minoristas de alimentos como los restaurantes de comida rápida y las tiendas de conveniencia no suelen estar en esta categoría, ya que suelen ofrecer una variedad limitada de alimentos que constituyen una dieta saludable.  También con frecuencia, los productos que se venden en las tiendas de conveniencia son de mala calidad.
Los diferentes países tienen diferentes modelos dietéticos y puntos de vista sobre la nutrición. Estas distintas guías nacionales de nutrición se suman a la controversia en torno a la definición de los desiertos alimentarios. Dado que un desierto alimentario se define como un área con acceso limitado a alimentos nutritivos, no se puede crear una identificación universal de los mismos sin un consenso mundial sobre nutrición.

## Desiertos alimenticio rural
La principal diferencia entre un desierto de comida rural y uno urbano es la distancia de los residentes del supermercado más cercano. Veinte por ciento de las áreas rurales en los Estados Unidos están clasificadas como desiertos alimenticio. Esta diferencia de distancia se traduce en marcadas diferencias económicas y de transporte entre las zonas rurales y urbanas.

## Desierto alimenticio urbano
Los desiertos alimentarios se producen en las zonas urbanas pobres cuando el acceso a opciones alimentarias saludables y asequibles es limitado o inexistente. Las familias de bajos ingresos tienden a verse afectadas negativamente por la falta de acceso a alimentos saludables porque carecen de los medios para viajar a mejores opciones alimentarias.

## Implicaciones para el autocuidado
El autocuidado es un componente esencial en el manejo de las afecciones crónicas y para aquellos que están sanos. El cuidado personal está muy influenciado por la elección de los alimentos y la ingesta de alimentos. El acceso limitado a alimentos nutritivos en los desiertos de alimentos puede afectar en gran medida la capacidad de cada uno para cuidarse a sí mismo. El acceso, la asequibilidad y la educación sanitaria son todos determinantes sociales de la salud, que se ven acentuados por el hecho de vivir en un desierto alimentario. Hay dos implicaciones principales para la salud de quienes viven en los desiertos alimentarios: la sobrealimentación o la desnutrición. La comunidad puede estar desnutrida, debido a la imposibilidad de acceder a los almacenes de alimentos. La comunidad puede estar sobrealimentada debido a la falta de supermercados asequibles con alimentos integrales y una mayor concentración de tiendas de conveniencia y restaurantes de comida rápida que ofrecen alimentos preenvasados, a menudo altos en azúcar, grasa y sal. La inseguridad alimentaria sigue siendo un problema para muchas familias de bajos ingresos, pero el mayor desafío para vivir en un desierto alimentario es la mala calidad de la dieta. Vivir en un desierto alimentario contribuye a una mayor prevalencia de enfermedades crónicas asociadas con el sobrepeso. Las personas que viven en un desierto de comida a menudo se enfrentan a barreras para cuidarse, especialmente en el acceso a los recursos necesarios para cambiar sus hábitos alimenticios.

### Transporte y geografía
La gente tiende a elegir los alimentos basándose en lo que está disponible en su vecindario. En los desiertos de comida a menudo hay una alta densidad de restaurantes de comida rápida y tiendas de esquina que ofrecen comidas preparadas.
En las zonas rurales, la seguridad alimentaria es una cuestión importante. La seguridad alimentaria puede implicar una falta total de alimentos, lo que contribuye a la desnutrición, o una falta de alimentos nutritivos, lo que contribuye a la sobrealimentación.
Según el Departamento de Agricultura de los Estados Unidos (USDA), la seguridad alimentaria comunitaria "se refiere a los factores sociales, económicos e institucionales subyacentes dentro de una comunidad que afectan la cantidad y calidad de los alimentos disponibles y su asequibilidad o precio en relación con la suficiencia de los recursos financieros disponibles para adquirirlos". Las zonas rurales tienden a tener una mayor inseguridad alimentaria que las zonas urbanas. Esta inseguridad se debe a que las opciones de alimentos en las zonas rurales suelen estar restringidas debido a que el transporte es necesario para acceder a un gran supermercado o a un suministro de alimentos que ofrezca una variedad amplia y saludable, en comparación con las tiendas de conveniencia más pequeñas que no ofrecen tanto producto.
Es fundamental considerar la propiedad de los automóviles en relación con la distancia y el número de tiendas en la zona. La distancia de las tiendas influye en la calidad de los alimentos consumidos. A menudo se necesita un automóvil o transporte público para acceder a una tienda de comestibles. Cuando no se dispone de un automóvil ni de transporte público, las dietas rara vez son saludables. Esto se debe a que la comida rápida y las tiendas de conveniencia son más fáciles de acceder y no cuestan mucho dinero o tiempo. Además, los que caminan a las tiendas de alimentos tienen dietas más pobres, lo que se ha atribuido a que tienen que llevar bolsas de compras a casa.

### Adherencia
El cumplimiento a largo plazo de una dieta sana y equilibrada es esencial para promover el bienestar de las personas y de la sociedad. Muchos enfoques para ayudar a las personas a consumir una dieta sana y equilibrada son ineficaces debido a los "problemas de adherencia" con los cambios de comportamiento. No existe una definición universal de la adherencia a la dieta, pero sabemos que la adherencia a la dieta está influenciada por hábitos que se desarrollan a lo largo de toda la vida.
Es especialmente difícil "adherirse" a una dieta y estilo de vida prescritos (por ejemplo, dieta baja en sal, dieta baja en grasas, dieta baja en carbohidratos, dieta baja en azúcar) cuando se vive en un desierto alimentario sin suficiente acceso a los artículos necesarios. Cuando los alimentos con alto contenido de azúcar, grasa y sal son los únicos alimentos disponibles para las personas que viven en un desierto alimentario, el cumplimiento de la dieta requiere (a) un cambio en el estilo de vida y en los hábitos alimenticios y (b) acceso a alimentos frescos, saludables y asequibles.